# Dům U Šeniglů (Telč)
Dům U Šeniglů zvaný také Dům zednického mistra Vlacha je historický měšťanský dům stojící ve Vnitřním Městě Telče, na náměstí Zachariáše z Hradce, číslo popisné 11. Dům má status kulturní památky České republiky a je součástí zdejší městské památkové rezervace, zapsané od roku 1992 na Seznam světového kulturního dědictví UNESCO.

## Historie
Dům vznikl při založení města v polovině 14. století, případné starší osídlení není známo. Jeho velice úzká gotická parcela ležící v jihozápadní části náměstí byla původně zastavěna zřejmě jen dřevěným domem, přestavěným v pozdní gotice do kamene (dochovány úseky obvodových zdí). Po zničujícím požáru města v roce 1530 byl dům celkově přestavěn v renesančním slohu. K dalším dílčím úpravám došlo koncem 18. století, kdy byla také původní sgrafitová omítka přetažena hladkou omítkou s rokokovým dekorem. Ve stejném období byl přestavován i sousední dům č. p. 12, který byl dokonce roku 1778 prodán ve veřejné dražbě z důvodu havarijního stavu hrozícího zřícením. Průčelí domu č. p. 11 bylo následně upravováno také v klasicistním slohu na počátku 19. století.
Nejstarším známým majitelem domu byl Nydl Postřihač, zřejmě soukeník. Další vlastníci se střídali, lze mezi nimi nalézt zedníky, krejčího, ševce, porybného i řemenáře. Významným majitelem byl po roce 1590 italský zednický mistr Giovanni, zvaný Jan Vlach, po kterém je dům také nazýván. Jednalo se o příslušníka četné italské stavitelské družiny, která působila při renesanční přestavbě Telče.

## Současnost
V současné době je přízemí domu využíváno k prodeji suvenýrů a dárkových předmětů. Prostory v patře slouží zčásti jako penzion, zadní část je využívána jako soukromý byt. Dům nyní nese jméno podle současných majitelů.